# Очопа
Очопа (груз. ოჭოფა) — село в Грузии, на территории Самтредского муниципалитета края (мхаре) Имеретия.

## География
Село находится в западной части Грузии, к северу от реки Риони, на расстоянии 6 километров к востоко-северо-востоку от города Самтредиа, административного центра муниципалитета. Абсолютная высота — 45 метров над уровнем моря.

## Население
По результатам официальной переписи населения 2014 года, в Очопе проживало 69 человек (32 мужчины и 37 женщин). В национальной структуре населения грузины составляли 98,6 %, русские — 1,4 %.
| Год  | Население, человек |
| ---- | ------------------ |
| 2002 | 195                |
| 2014 | ↘ 69               |